# Ryan Firebee
Ryan Firebee es una serie de blancos aéreos no tripulados desarrollada por la Ryan Aeronautical Company, comenzando en 1951. Fue uno de los primeros drones a reacción, y sigue siendo uno de los blancos aéreos más utilizados jamás construidos. 

## Desarrollo

### Ryan Firebee I

#### Q-2/KDA-1 Firebee
El Firebee I fue el resultado de una solicitud y contrato de la Fuerza Aérea de los Estados Unidos en 1948, concedidos a Ryan por un blanco de tiro a reacción. El primer vuelo del prototipo del XQ-2 Firebee tuvo lugar a principios de 1951. El dron presentaba superficies de vuelo en flecha y una toma de aire circular en el morro. Los modelos iniciales tenían unas distintivas placas finales con forma de "punta de flecha" en el plano de cola. El Firebee podía ser lanzado de forma aérea desde un avión lanzador especialmente modificado (un Douglas A-26 Invader fue el primero en ser usado para ello), o desde tierra con un único acelerador RATO.
Tras una exitosa evaluación, el blanco fue puesto en producción para la USAF como Q-2A, propulsado por un motor turborreactor Continental J69-T-19B de 4,7 kN (1060 lbf) de empuje. Más tarde, la Fuerza Aérea obtuvo pequeñas cantidades de Q-2B con un motor más potente para un mejor rendimiento a gran altura.
La Armada compró el Firebee como KDA-1, que era en su mayor parte similar al Q-2A, diferenciándose principalmente en su planta motora: un turborreactor Fairchild J44-R-20B con 4,4 kN (1000 lbf) de empuje. El KDA-1 y el Q-2A podían ser distinguidos por el cuerpo central protuberante de la toma de aire del KDA-1, que era más ancha y marcadamente inclinada. El Ejército estadounidense también obtuvo una versión del KDA-1, designada XM-21, que difería solo en detalles menores.
La Armada obtuvo varias versiones mejoradas del KDA-1, incluyendo los XKDA-2 y XKDA-3, que no se construyeron en cantidad, y el KDA-4, que fue la variante de producción principal de la serie. Estas versiones eran difíciles de distinguir del KDA-1, diferenciándose principalmente en motores J44 sucesivamente actualizados y otros cambios menores.

#### Model 124/BQM-34A

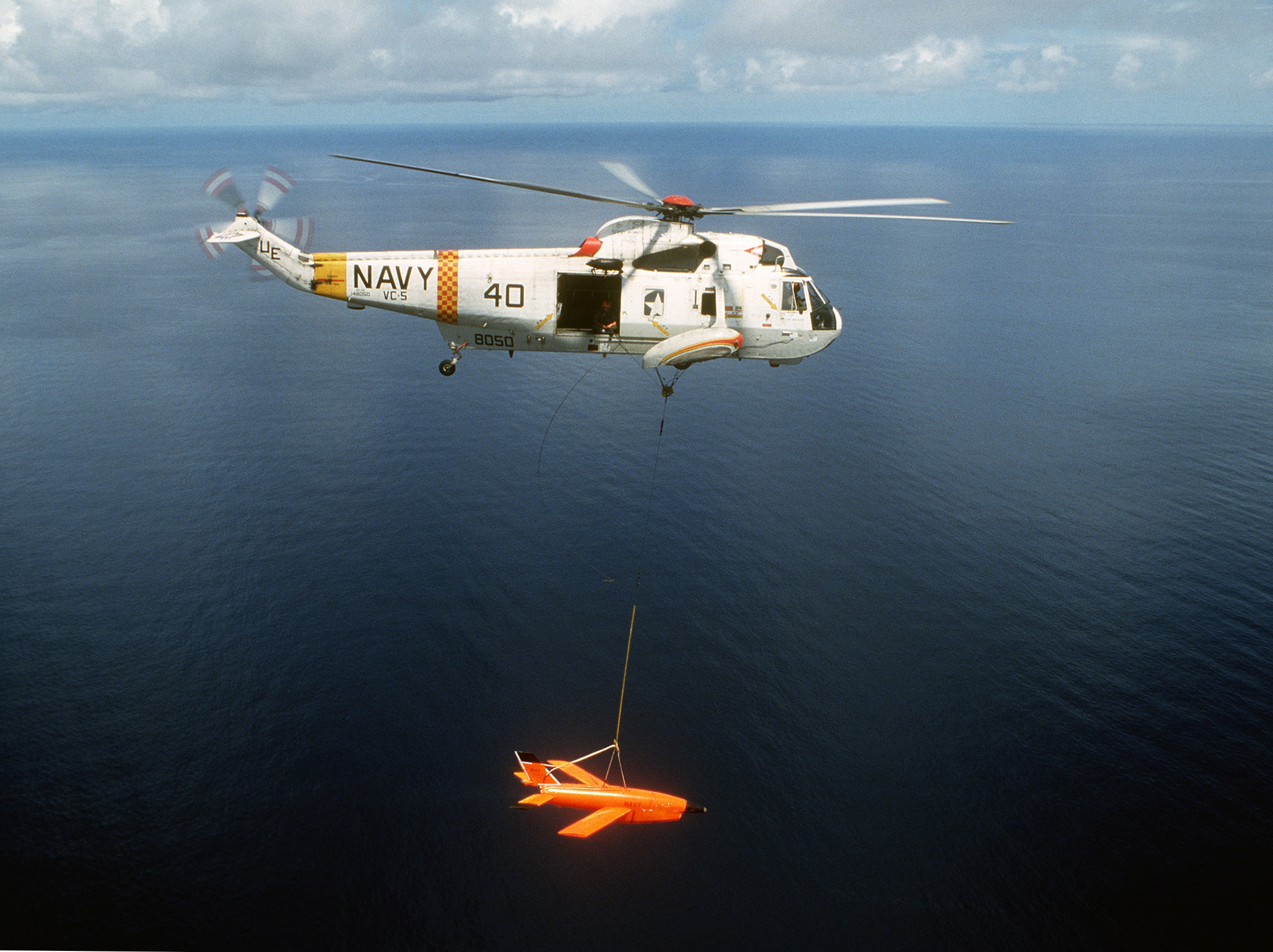
Helicóptero Sikorsky SH-3 Sea King recuperando un dron BQM-34S Firebee.

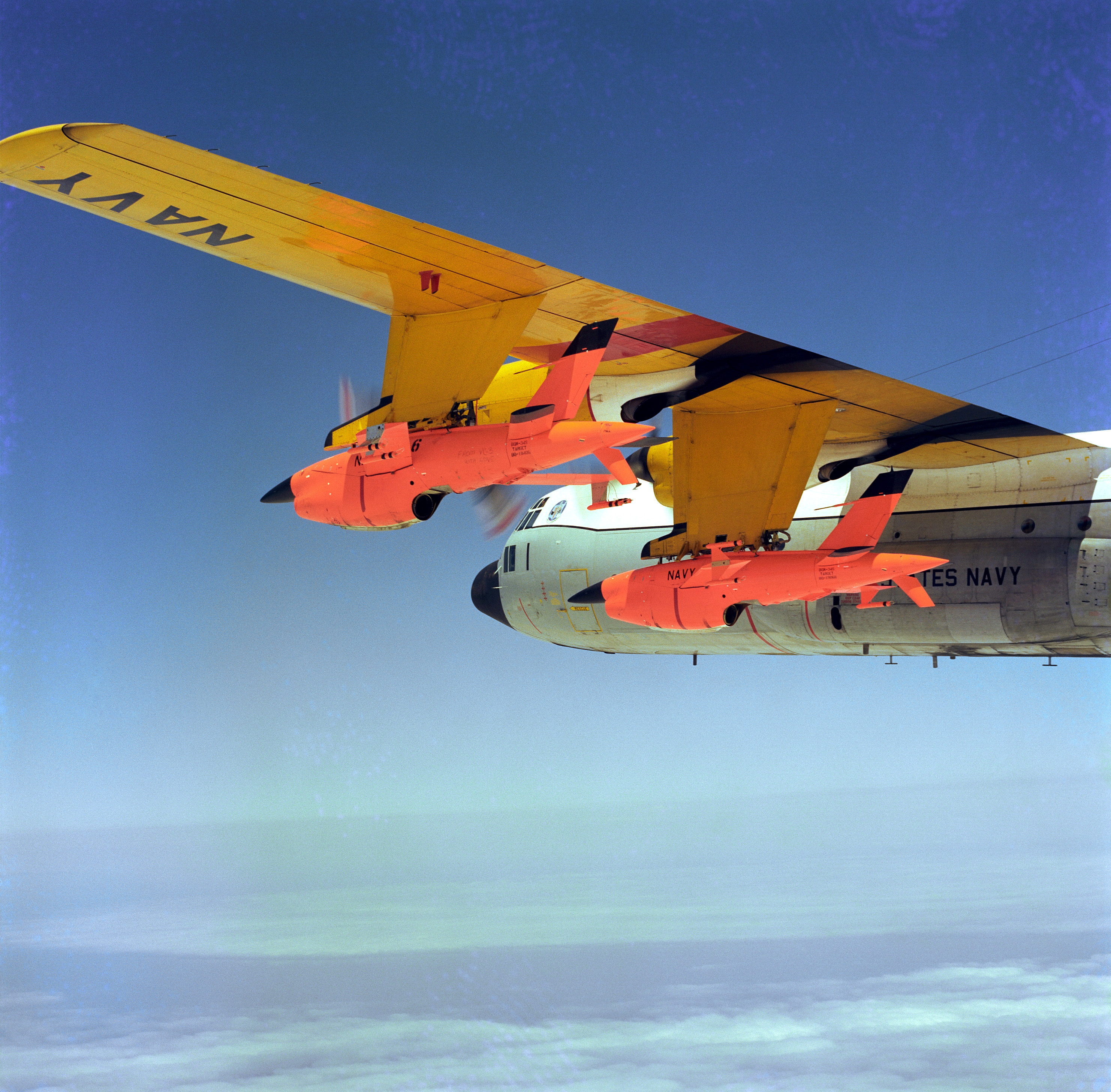
Avión de control de drones Lockheed DC-130 llevando dos blancos aéreos no tripulados BQM-34 Firebee bajo su ala.

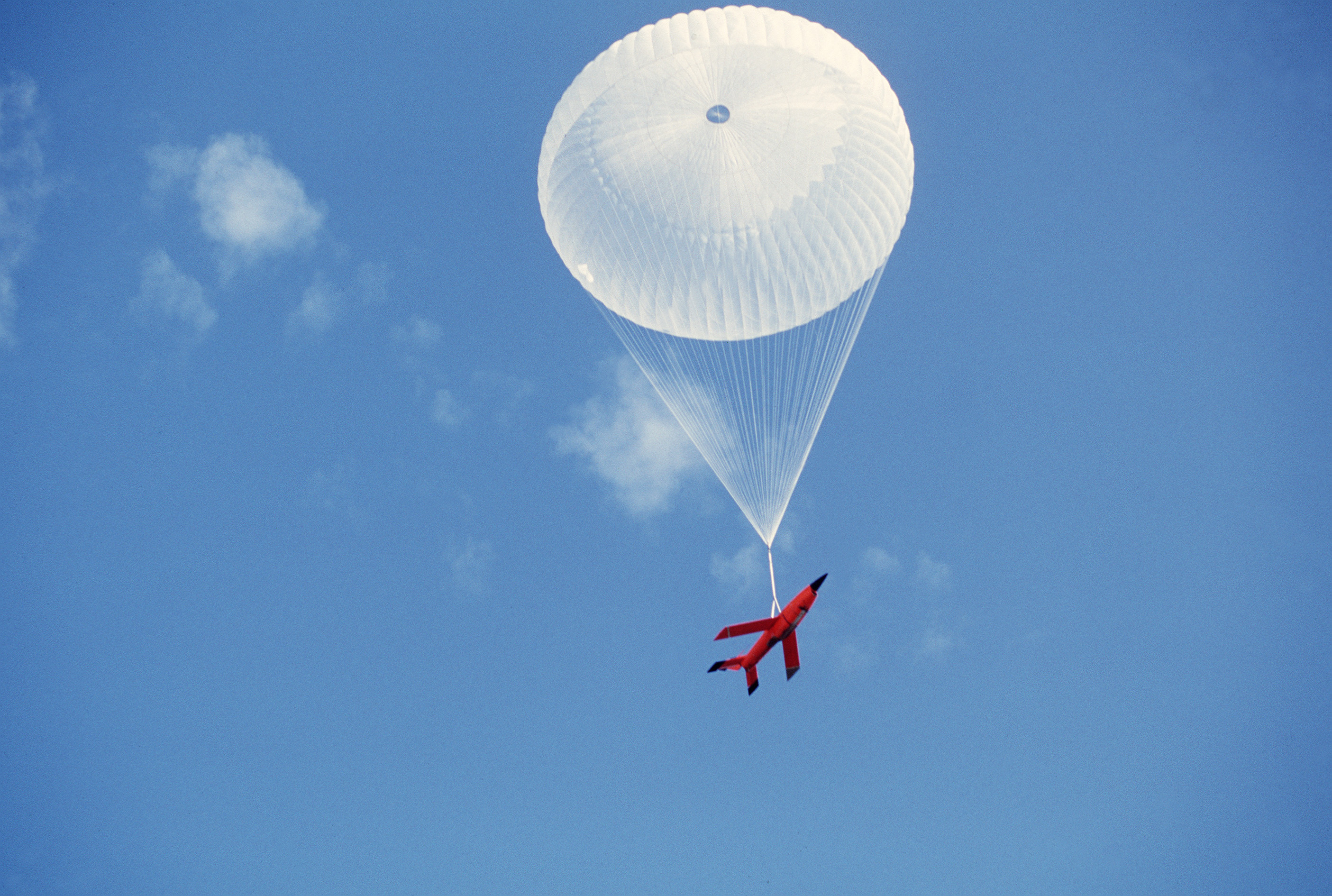
Blancos aéreo no tripulado BQM-34A Firebee volviendo al suelo en paracaídas, Base de la Fuerza Aérea Tyndall, 1982.

A finales de los años 50, la USAF concedió a Ryan un contrato por un Firebee de "segunda generación" sustancialmente mejorado, el Model 124, originalmente con la designación Q-2C. El prototipo inicial realizó su primer vuelo a finales de 1958 y entró en producción en 1960. En 1963, fue redesignado como BQM-34A. Los viejos blancos KDA-1 y KDA-4 de primera generación todavía en vuelo con la Armada fueron redesignados (algo confusamente) como AQM-34B y AQM-34C, respectivamente.
El BQM-34A emergió como el Firebee que se reconoce hoy en día, con mayor estructura, mayores alas, y una particular toma de aire de "barbilla" bajo un morro puntiagudo (en contraste con la toma de aire circular de los Firebee de primera generación). Estaba propulsado por un turborreactor Continental J69-T-29A, una copia del derivado mejorado Turbomeca Gourdon del Marbore, con 7,6 kN (1700 lbf) de empuje. La Armada estadounidense también adoptó el BQM-34A, mientras que el Ejército obtuvo una versión de lanzamiento terrestre designada MQM-34D con alas mayores y acelerador JATO más pesado.
Una misteriosa característica del Firebee de segunda generación es que algunas fotografías lo muestran con placas finales triangulares en el plano de cola, mientras que otras no muestran placas finales, pero sí una aleta ventral bajo la cola, e incluso otras donde no se aprecian ni placas finales ni aleta ventral. Como la mayoría de las fotografías modernas del Firebee muestran la aleta ventral, esto puede haber sido debido a cambios en la producción o a arreglos posteriores (las fuentes de referencia no lo dejan claro).
En 1960, la USAF inició el primer programa de desarrollo de tecnología furtiva, reduciendo la sección radar equivalente de un dron Q-2C. Se consiguió gracias a unas pantallas especialmente diseñadas instaladas sobre la toma de aire, al uso de material absorbente de radiación en el fuselaje y al de una pintura especial absorbente de emisiones radar.
Durante los años 70, el Ejército modernizó algunos de sus MQM-34D para usarlos como blancos del SAM portátil FIM-92 Stinger, reequipando estos drones con un turborreactor General Electric J85-GE-7 de 10,9 kN (2500 lbf) de empuje que fueron rescatados de antiguos señuelos ADM-20 Quail. Los modificados MQM-34D presentaban un revisado fuselaje delantero con una toma de aire circular de morro que les daba una apariencia similar a un blanco "estirado" Q-2A de primera generación, y recibieron la designación MQM-34D Mod II.
Mientras tanto, la Armada estadounidense mejoró la aviónica en sus BQM-34A, que fueron luego designados BQM-34S. A principios de los años 80, la Armada también comenzó a reequiparlos con el actualizado motor J69-T-41A de 8,5 kN (1920 lbf) de empuje. La Fuerza Aérea comenzó a modernizar sus BQM-34A con aviónica mejorada y también con el motor J85-GE-7, sin cambios importantes en la estructura del dron; las versiones mejoradas de la USAF retuvieron su designación BQM-34A.
La producción del BQM-34A finalizó en 1982, pero la línea fue reabierta en 1986 para producir más blancos BQM-34S. Los Firebee de la Fuerza Aérea y de la Armada han recibido más modernizaciones desde esa época, siendo la mayoría reequipados en 1989 con el mejorado motor J85-GE-100 (también de 10,9 kN (2450 lbf) de empuje), así como aviónica modernizada. A finales de los años 90, algunos Firebee también fueron equipados con receptores de navegación GPS.
La principal plataforma de lanzamiento del Firebee es el avión controlador de drones Lockheed DC-130, que puede llevar cuatro drones en soportes subalares. Típicamente, el Firebee se recupera en el aire mediante un avión recuperador que engancha el paracaídas del dron, simplificando la recuperación y reduciendo los daños producidos en el blanco al impactar contra el suelo. Durante los primeros vuelos de pruebas, el Fairchild C-119 fue usado para este propósito, mientras que en los vuelos operacionales, el Sikorsky SH-3 Sea King fue la principal plataforma de recuperación. El dron puede flotar durante una largo periodo de tiempo si se precipita al agua.
El blanco aéreo no tripulado puede ser equipado con varios sistemas de control, dándole alguno la maniobrabilidad de un caza. También está equipado con sistemas de puntuación y contramedidas, dispositivos de mejora de radar para permitirle emular una amplia gama de aviones de combate, y bengalas térmicas de punta alar que hacen que los misiles buscadores de calor apunten a las puntas alares, en lugar de a la tobera del motor, evitando al blanco. También puede remolcar un blanco esclavo u otros tipos de blancos remolcables.

### Ryan Firebee II

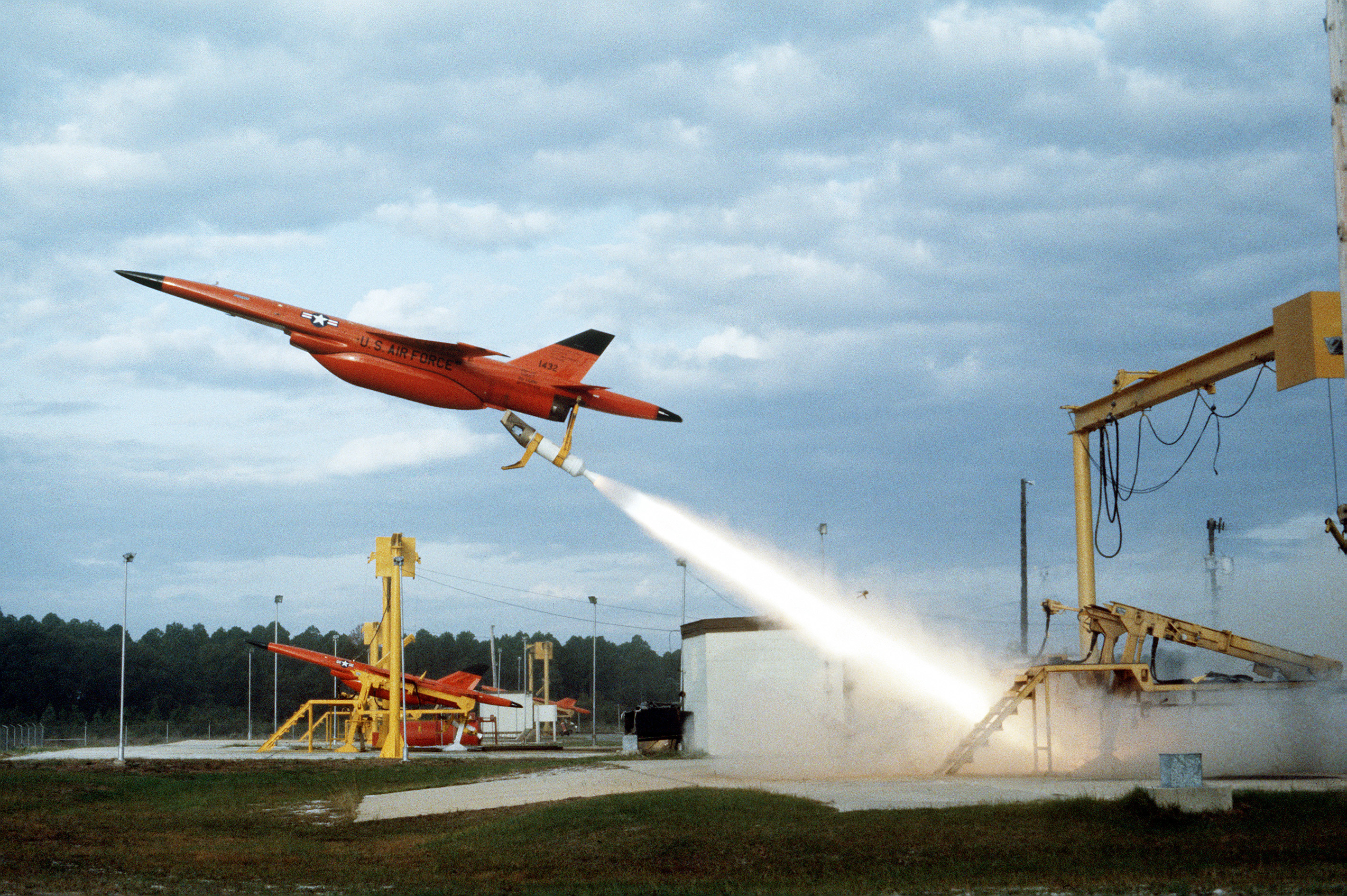
Lanzamiento mediante RATO de un BQM-34F Firebee II, Base de la Fuerza Aérea Tyndall, 1982.

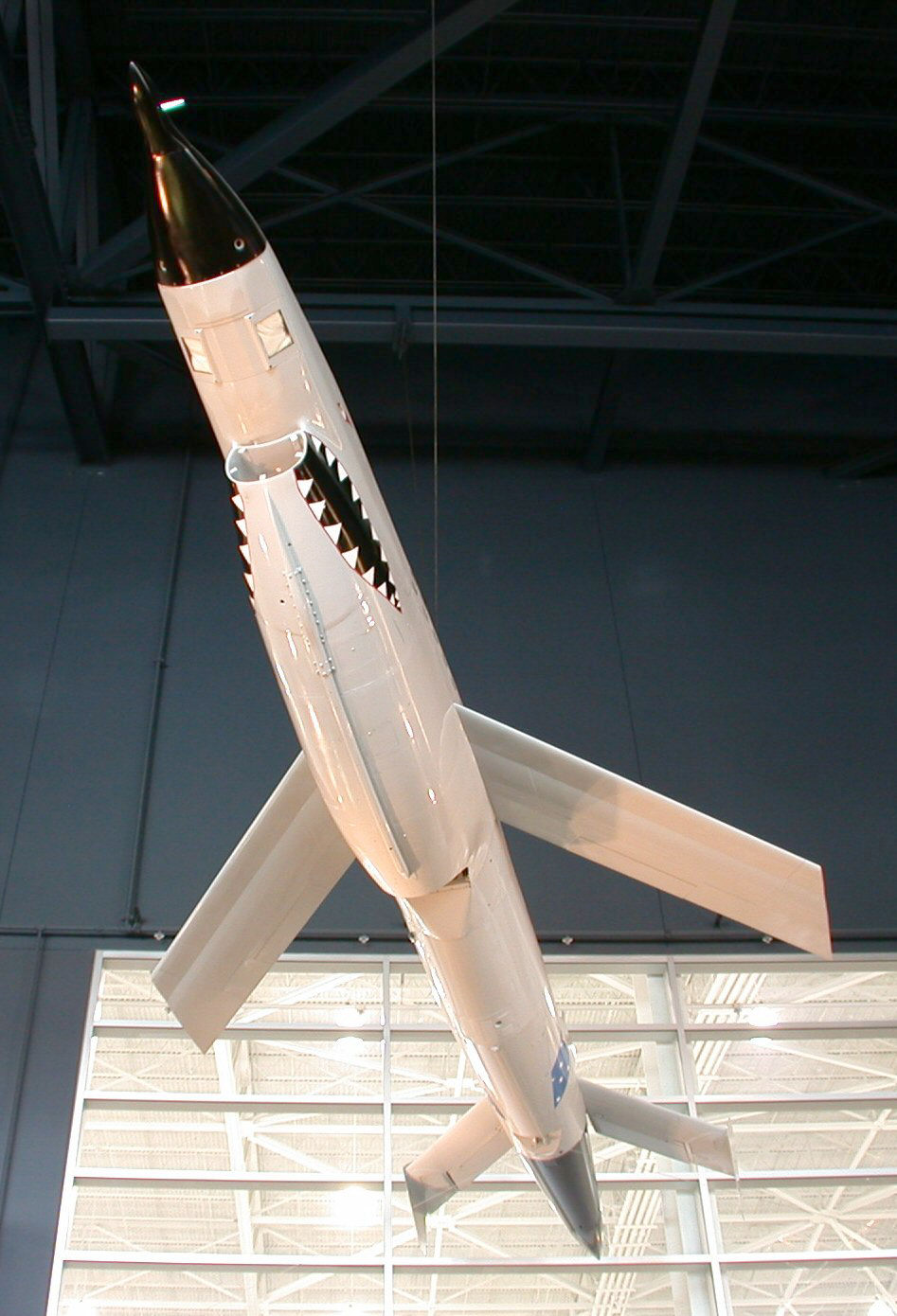
Dron de reconocimiento a baja altitud Ryan Model 147 "Lightning Bug" (AQM-34L) en el Strategic Air Command & Aerospace Museum.

Teledyne Ryan también desarrolló un Model 166 Firebee II de tercera generación con prestaciones supersónicas, concediendo la Armada estadounidense un contrato de desarrollo a la compañía en 1965. Aunque su apariencia externa era sustancialmente diferente de la del Firebee original, el Firebee II usaba los mismos sistemas de motor y control, y confusamente retuvo la designación BQM-34. La versión de la Armada fue el BQM-34E, mientras que la de la Fuerza Aérea fue el BQM-34F.
El BQM-34F de la Fuerza Aérea era ligeramente más pesado, con un paracaídas adicional para la recuperación aérea mediante enganche de helicóptero. El 
BQM-34E de la Armada fue modernizado con aviónica mejorada a mitad de los años 70, como el redesignado por modernización BQM-34T.
El Firebee II era un pulcro dardo de avión con plano de cola y alas medias en flecha. Estaba propulsado por un turborreactor Teledyne CAE J69-T-6 de 8,2 kN (1840 lbf) de empuje, con la toma de aire ventral por delante de las alas y la tobera debajo de las aletas de cola. La capacidad interna de combustible era pequeña, pero el blanco podía ser equipado con un depósito externo conformado que era lanzado antes de acelerar a velocidades supersónicas. Las operaciones de vuelo se realizaban al igual que el Firebee I, lanzándose desde un DC-130. También se lanzaba desde el suelo usando aceleradores RATO cuando se usaba como blanco.
En total, se construyeron 286 Firebee II, una cifra minúscula en comparación con la cantidad de Firebee I fabricados. Actualmente, el Firebee II está fuera de servicio, mientras que el Firebee I continúa operando y ha estado en servicio por más de 50 años, haciéndole uno de los aviones más longevos del inventario militar estadounidense.

### Fire Fly y Lightning Bug
El éxito del vehículo blanco Firebee provocó que se le solicitara a Ryan el desarrollo de una versión de reconocimiento, que se convertiría en la exitosa serie del Model 147 Fire Fly y Lightning Bug; entraron extensamente en servicio en la Guerra de Vietnam.

### Uso moderno
El blanco aéreo no tripulado Firebee ha demostrado ser un notable éxito y continúa en servicio con la Armada y Fuerza Aérea estadounidenses. El Firebee también ha servido con las Fuerzas Armadas Canadienses y las Fuerzas de Autodefensa de Japón, siendo construidos los Firebee japoneses por Fuji Heavy Industries. También se suministró una pequeña cantidad a programas de la OTAN. Se han construido más de 7000 Firebee, siendo 1280 de estos de las variantes de primera generación.
A finales de los años 90, Teledyne Ryan, usando fondos de la compañía, configuró dos Firebee con cámaras y electrónica de comunicaciones para proporcionar información en tiempo real para la adquisición de objetivos y evaluación de daños en el campo de batalla. Estos dos UAV, llamados Argus, fueron usados en un ejercicio "Green Flag" de la USAF para retransmitir imágenes en tiempo real desde el campo de pruebas en Nevada a estaciones en Florida.
Cinco BQM-34-53 Extended Range Firebee también fueron usados para tender pasillos de contramedidas chaff durante la invasión de Irak de 2003. Los drones habían sido modernizados por Northrop Grumman en un programa de respuesta rápida anteriormente aquel año, siendo equipados con dispensadores de chaff y otras mejoras que incluían sistemas de guiado GPS de puntos programables (que pudieron o no haber sido añadidos por el programa de modernización). Estos Firebee fueron entregados para el servicio pintados de negro carbón. Un solo controlador de drones DC-130 continuaba en el inventario de las fuerzas armadas estadounidenses por la época y no era inmediatamente operacional debido a una avería. Dos Firebee fueron lanzados desde tierra en la primera noche de la operación; los otros tres fueron lanzados desde el aire por el DC-130 en la segunda noche de la operación. Los drones volaron hasta quedarse sin combustible y se estrellaron. La TV iraquí emitió imágenes de los restos describiéndolos como aviones tripulados.
El último Firebee fue entregado en 2002, pero Northrop Grumman espera recibir más órdenes, y la compañía está llevando a cabo actualizaciones en las máquinas existentes como sistemas de navegación GPS de puntos programables y conexión satélite.

## Variantes

### Blancos subsónicos
XQ-2 Firebee
Prototipo inicial.
Q-2A
Versión de producción, motor Continental J69-T-19B.
Q-2B
Versión de gran altitud y largo alcance.
KDA-1, XM-21
Designaciones dadas al Q-2A por la Fuerza Aérea y el Ejército estadounidenses, respectivamente.
XKDA-2, XKDA-3
Versiones mejoradas del KDA-1, con poca producción.
KDA-4
Versión principal mejorada de producción del KDA-1.
Model 124/BQM-34A (Q-2C)
Versión de segunda generación, motor Continental J69-T-29A.
AQM-34B, AQM-34C
Redesignaciones dadas en 1963 a los KDA-1 y KDA-4, respectivamente.
MQM-34D
Versión del BQM-34A para el Ejército, de lanzamiento desde tierra.
BQM-34S
Versión modernizada del BQM-34A para la Armada.
BQM-34-53 Extended Range Firebee
Versión modernizada por Northrop Grumman.

### Blancos supersónicos
Model 166, BQM-34E, BQM-34F Firebee II
Blanco de tercera generación, versiones para la Armada (BQM-34E) y la Fuerza Aérea (BQM-34F).
BQM-34T
Versión modernizada del BQM-34E.

## Operadores
Canadá
- Fuerzas Armadas Canadienses

 Estados Unidos
- Fuerza Aérea de los Estados Unidos
- Armada de los Estados Unidos
- Ejército de los Estados Unidos

 Japón
- Fuerzas de Autodefensa de Japón

 Turquía
- Fuerzas Armadas de Turquía

## Especificaciones (BQM-34A)
Referencia datos: Jane's All The World's Aircraft 1982–83

### Características generales
- Tripulación: Ninguno
- Longitud: 6,7 m (21,9 ft)
- Envergadura: 3,9 m (12,9 ft)
- Altura: 2 m (6,7 ft)
- Superficie alar: 3,3 m² (36 ft²)
- Peso vacío: 680 kg (1498,7 lb)
- Peso cargado: 934 kg (2058,5 lb)
- Peso máximo al despegue: 1134 kg (2499,3 lb)
- Planta motriz: 1× turborreactor Continental J69-T-29A.
  - Empuje normal: 7,6 kN (775 kgf; 1709 lbf) de empuje.

### Rendimiento
- Velocidad nunca excedida (Vne): 1176 km/h (731 MPH; 635 kt) a 15 000 m (50 000 pies)
- Velocidad máxima operativa (Vno): 1110 km/h (690 MPH; 599 kt) a 2000 m (6500 pies)
- Velocidad crucero (Vc): 1014 km/h (630 MPH; 548 kt) a 15 000 m (50 000 pies)
- Velocidad de entrada en pérdida (Vs): 187 km/h (116 MPH; 101 kt)
- Alcance: 1281 km (692 nmi; 796 mi)
- Techo de vuelo: 18 000 m (59 055 ft)
- Régimen de ascenso: 81 m/s (15 945 ft/min)

## Aeronaves relacionadas

### Secuencias de designación
- Secuencia Q-_ (Aeronaves no tripuladas de la USAF, 1948-1962): Q-1 - Q-2 - Q-3 - Q-4 - Q-5 →
- Secuencia KD_A (Drones de la Armada estadounidense, 1945-1962 (Ryan, 1948-1962)): KDA
- Secuencia __M-_ (Misiles y drones estadounidenses, 1962-presente): ← MGM-31 - MGM-32 - MQM-33 - AQM-34 - AQM-35 - MQM-36 - AQM-37 →